# Mary Anderson (inventrice)
Pour les articles homonymes, voir Anderson et Mary Anderson.
Mary Anderson (19 février 1866 - 27 juin 1953) est une promotrice immobilière, éleveuse, viticultrice et inventrice américaine. En novembre 1903, elle a obtenu un brevet pour un dispositif automatique de nettoyage des vitres de voiture contrôlé de l'intérieur du véhicule : l'essuie-glace.

## Biographie
Mary Anderson est née dans le comté de Greene, Alabama, au moment de la reconstruction après la guerre de Sécession en 1866. En 1889, elle déménage avec sa mère, veuve, et sa sœur à la ville alors en plein essor de Birmingham, en Alabama. Elle y a construit Fairmont Apartments sur Highland Avenue, peu après sa venue. En 1893, Mary Anderson s'est installée près de Fresno, en Californie, où elle s'est occupée jusqu'en 1898 d'un ranch et de viticulture.
Lors d'une visite à New York pendant l'hiver 1903, dans un tramway par une journée glaciale, elle a observé que le machiniste était obligé de conduire avec la vitre ouverte à cause du grésil qui se formait sur le pare-brise. Quand elle revint en Alabama, elle embaucha quelqu'un capable de mettre au point un dispositif à commande manuelle pour nettoyer un pare-brise et demanda à une entreprise locale de produire un prototype. Elle obtint un brevet de 17 ans pour cet essuie-glace. Son dispositif était constitué d'un levier à l'intérieur du véhicule qui contrôlait une lame de caoutchouc à l'extérieur du pare-brise. Le levier était actionné pour amener le bras à ressort à se déplacer sur le pare-brise. Un contrepoids était utilisé pour assurer le contact entre l'essuie-glace et la vitre. Des dispositifs similaires avaient déjà été proposés, mais celui d'Anderson est le premier à avoir été efficace.
En 1905, elle a essayé de vendre les droits à une société canadienne de renom, mais il lui fut répondu : « nous ne considérons pas que ce soit d'une telle valeur commerciale qui justifierait cette acquisition. » Après l'expiration du brevet en 1920, la production d'automobiles ayant augmenté de façon exponentielle, l'essuie-glace de pare-brise conçu par Anderson est devenu un équipement standard. En 1922, Cadillac est le premier constructeur automobile à l'adopter en tant qu'équipement standard.